# Кампальская и Угандская митрополия
Кампа́льская и Уга́ндская митропо́лия (греч. Ιερά Μητρόπολη Καμπάλας και πάσης Ουγκάντας) — епархия Александрийской Православной Церкви на территории Уганды.

## История

### Начало православия в Уганде
Уганда является колыбелью Православия в Чёрной Африке. Именно здесь началось распространение православия среди коренных народов Африки. Причём начало православию положили, не миссионеры, а сами африканцы, узнавшие о православии. В 1920-х годы чернокожий англиканин Реубен Мукаса Себанза Спартас, и несколько его единомышленников, среди которых были Кабанка Басаджикитало и Артур Гатуна, решили познакомиться с православным учением. В 1925 году Спартас написал письмо Джорджу Александеру Макгуайру, патриарху Африканской Православной Церкви в Америке, ошибочно сочтя её одной из канонических православных Церквей. Макгуайр рекомендовал Спартасу обратиться к епископу Даниэлу Уильяму Александеру из Южной Африки. Тот крестил Спартаса с именем Рувим, Басаджикитало — с именем Овадия, а Артура Гатуну — с именем Георгий. В 1932 году Даниел Уильям Александер приехал в Уганду и рукоположил их во иереев. В том же году Уганду посетил клирик Константинопольского Патриархата архимандрит Никодим (Сарикас), который наставил Рувима Спартаса и его единомышленников в православной вере и посоветовал им обратиться в Александрийский Патриархат. С этой целью было написано письмо Патриарху Мелетию II, который выразил своё согласие и направил в Уганду православную литературу на английском языке, но в 1935 году Патриарх Мелетий II скончался, не успев предпринять какие-либо административные шаги. Богослужебные книги угандийским православным посылал и его преемник Патриарх Николай V (1936—1939). В 1942 году Александрийский патриарх Христофор II направил в Восточную Африку для изучения состояния Православия в этом регионе митрополита Аксумского Николая (Абдаллу).
15 ноября 1943 года Рувим Спартас и Георгий Гатуна подписали первый устав Африканской Православной Церкви в Уганде. В 1945 году 4 кандидата из Уганды были посланы на обучение в Александрию.
В 1946 года в ходе визита Рувима Спартаса в Александрию патриарх Христофор II и Священный Синод объявили о признании устава и принятии православных приходов Уганды под наименованием Африканская Греко-Православная Церковь в полное каноническое общение с Александрийской православной церковью. К этому времени число обращённых в Православие в Уганде превысило 10 тысяч человек, объединённых в 56 общин.
В 1953 году Африканская Греко-Православная Церковь была официально признана колониальными властями в Уганде.

### В составе Восточноафриканской митрополии
28 ноября 1958 года была образована Восточноафриканская и Иринопольская митрополия, в состав которой вошли Кения, Танзания и Уганда. На момент основания новой митрополии в Уганде было только 2 православных иерея. Назначенный на эту кафедру в начале 1959 года митрополит Николай (Варелопулос) рукоположил в том же году ещё 7 человек. В 1961 году он освятил  первый православный храм в Уганде.
В 1963 году церковная ассамблея в Кампале подтвердила решение о присоединении православных христиан стран Тропической Африки к Александрийской Православной Церкви.

### Кампальская митрополия
28 ноября 1994 года была образована самостоятельная Кампальская митрополия, выделена из Дар-эс-Саламской. В ведение новой епархии вошла территория Уганды.
После обретения Южным Суданом независимости в 2011 году, его территория также вошла в ведение Кампальской епархии, однако с 2013 года вновь отошла к Нубийской митрополии.

## Митрополиты
- Феодор (Нанкьяма) (28 ноября 1994 — 17 января 1997)
- Иона (Луанга) (12 марта 1997 — 5 сентября 2021)
- Иероним (Музейи) (с 12 января 2022)